# Burrafirth

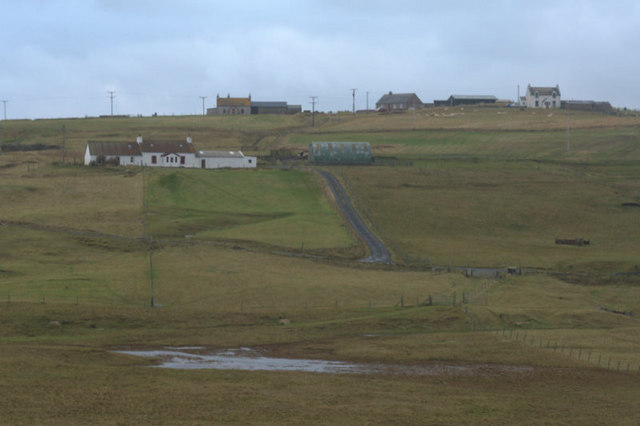
Häuser von Burrafirth

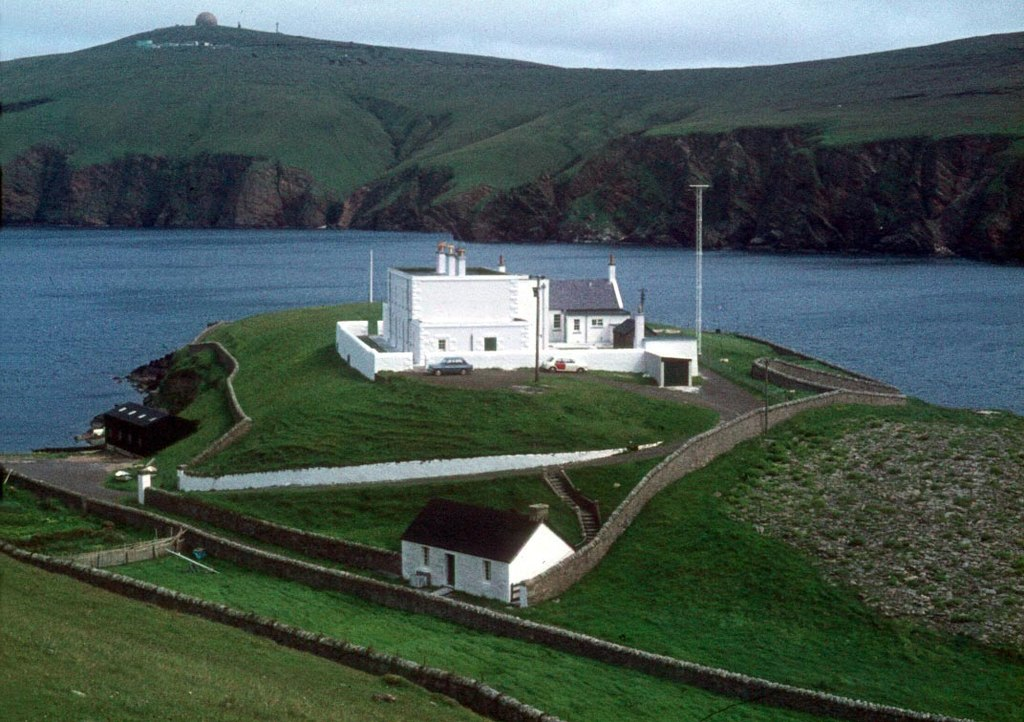
Das denkmalgeschützte Bauwerk

Burrafirth ist eine Ortschaft, die im Nordosten der zu Schottland zählenden Shetlands liegt.

## Geographie
Burrafirth ist eine Siedlung, die im Bereich der nördlichen Küste der Insel Unst liegt. Sie wird hier gebildet durch die Meeresbucht Burra Firth, mit dem Ort am südlichen Ende. Im Südwesten von Burrafirth findet sie ihre Fortsetzung im See Loch of Cliff. Die nächstgelegene Ortschaft ist Haroldswick im Südosten.

## Historisches
Im Rahmen der historischen Gliederung Schottlands in Civil Parishes zählt Burrafirth zu Unst. Nördlich des Ortes ist die Landstation des Muckle Flugga Lighthouse 1998 als Listed Building der Kategorie C unter Denkmalschutz gestellt worden.